# サンデーピアス
『サンデーピアス』は、1990年10月7日から1991年3月31日まで、毎日放送の制作により、TBS系列局で放送されていた情報バラエティ番組。放送時間は毎週日曜 13:00 - 13:54 (JST) 。番組開始から最終回までの放映期間中、一度の休止もなく放送された。

## 概要
毎回女性にとって関心の深いテーマを集め、スタジオの女性と視聴者が一体となってトークを展開していた番組である。製作局毎日放送が1990年9月1日にそれまでの千里丘放送センターから茶屋町の新社屋へ移転して初めて新規に日曜13時台に設けた番組であり、富山県の系列局・チューリップテレビの開局直後にスタートした番組でもあった。
「キンキンの歌え!新婚カンコン」以後続いてきた系列外ネット局（愛媛放送(現:テレビ愛媛)）での1週間遅れの正午に放送してきた遅れ放送枠はこの番組の終了をもって終了した。

## 出演
- 所ジョージ
- 髙嶋政宏
- 飯干恵子
- 遥洋子
- おすぎ

## ネット局
毎日放送と同時ネットされた局は、基本的に以下の通りだった。
- 毎日放送（MBS・制作・幹事局）
- 東京放送（TBS・現：TBSテレビ）
- 北海道放送（HBC）
- 青森テレビ（ATV）
- 岩手放送（IBC・現：IBC岩手放送）
- 東北放送（TBC）
- テレビユー山形（TUY）
- テレビユー福島（TUF）
- 新潟放送（BSN）
- テレビ山梨（UTY）
- 信越放送（SBC）
- 静岡放送（SBS）
- 中部日本放送（CBC・現：CBCテレビ）
- テレビユー富山 （TUT）- この番組の放送開始6日前である1990年10月1日に開局。
- 北陸放送（MRO）
- 山陰放送（BSS）
- 山陽放送（RSK現：RSK山陽放送）
- 中国放送（RCC）
- テレビ山口（tys）
- テレビ高知（KUTV）
- RKB毎日放送（RKB）
- 熊本放送（RKK）
- 長崎放送（NBC）
- 大分放送（OBS）
- 宮崎放送（MRT）
- 南日本放送（MBC）
- 琉球放送（RBC）

系列外ネット
- 福井テレビ（FTB・フジテレビ系列・同時ネット）[1]
- 愛媛放送（EBC・現：テレビ愛媛・フジテレビ系列・1週間遅れの日曜正午に放送）